# El mito del desencanto: magia, modernidad y el nacimiento de las ciencias humanas
El mito del desencanto: magia, modernidad y el nacimiento de las ciencias humanas es un libro de 2017 de Jason Josephson Storm, profesor de  religión en Williams College. El libro desafía las concepciones sociológicas de la corriente principal de la sociología del desencanto sobre bases tanto empíricas como teóricas. Al hacer este argumento, "El mito del desencanto" utiliza métodos de  histórico intelectual para reinterpretar a varios teóricos del desencanto, incluidos James George Frazer, Max Weber y la Escuela de Frankfurt.
"El mito del desencanto" recibió críticas en gran medida positivas en revistas académicas, y los estudiosos de una variedad de subcampos de estudios sobre religión se han basado en sus argumentos. El libro también atrajo interés en lugares semi-populares y de aficionados, y Storm discutió algunos de sus argumentos centrales en artículos web y podcasts.

## Fondo
En la escuela de posgrado, Storm recibió capacitación en filosofía continental y teoría crítica, tradiciones que se citan y discuten en "El mito del desencanto". El trabajo anterior de Storm, incluido su libro de 2012 "La invención de la religión en Japón", discutió ampliamente cuestiones de teoría en los estudios religiosos y la historia intelectual europea, especialmente en el período moderno temprano.
De acuerdo con el prefacio del libro, Storm decidió escribir el libro en parte para desafiar los relatos de desencanto del Eurocentrismo que veían a Europa como fundamentalmente diferente de otras culturas porque estaba singularmente desencantada.: xi–xii 
Storm publicó artículos académicos anticipando algunos de los principales argumentos de  El mito del desencanto  en J19 y Historia de las religiones.

## Sinopsis
El primer capítulo del libro presenta datos empíricos y estadísticos que sostienen que no se ha producido una pérdida generalizada de la fe en la magia en el mundo occidental. Storm señala que el desencanto no está correlacionado con la secularización y la creencia en alguna forma de magia o lo paranormal persiste en la mayoría de las divisiones religiosas, educativas y de edad.: ch. 1  Storm sostiene que estos datos desafían los intentos teóricos de distinguir rígidamente el curso de la historia europea de la historia de otras regiones.: 16–18 
Los capítulos siguientes desafían las narrativas comunes sobre el desencanto en la historia intelectual. Storm argumenta que los pensadores formativos de la Revolución científica, incluidos Isaac Newton, Francis Bacon y Giordano Bruno, no vieron sus proyectos como desencantados.: ch. 2 
Storm sostiene que estos datos desafían los intentos teóricos de distinguir rígidamente el curso de la historia europea de la historia de otras regiones.: ch. 3  Además, figuras como Friedrich Hölderlin en realidad anticiparon una forma de reencantamiento.: 87–89 
Storm pasa a examinar las conexiones entre el Espiritismo, la Sociedad Teosófica y los estudios sobre religión de principios del siglo XX. Señala los paralelismos entre la investigación de Max Müller y el tratamiento mágico de Éliphas Lévi de la historia de las religiones, así como el interés de Müller en el Hermetismo.: 101–115  También muestra las conexiones entre lingüística, estudios sobre religión y las ideas de Helena Blavatsky.: 115–120 
El libro explora la relación entre otros filósofos modernos y la creencia contemporánea en la magia, incluyendo a Immanuel Kant "Dreams of a Spirit-Seer" y  Sigmund Freud's y su interés en la telepatía.: 185–187  Storm discute las similitudes de James George Frazer con el Neoplatonismo y la influencia del proyecto de Frazer sobre Aleister Crowley, sugiriendo que el relato de Frazer sobre la magia no estaba completamente desencantado.: 146–7, ch. 6  En el capítulo sobre Frazer, Storm también señala que las narraciones del declive de la magia tienen paralelos en el folklore que describe la partida de  hadas.
El capítulo final del libro ofrece una nueva interpretación de Max Weber y sus teorías de la racionalización y el desencanto. Storm nota el interés de Weber por el misticismo y su familiaridad con los movimientos esotéricos modernos a través de su presencia en la comunidad Monte Verità.: 274–276  A la luz de la familiaridad de Weber con el ocultismo moderno, Storm sugiere que su concepción del desencanto de hecho se refiere al secuestro, racionalización y profesionalización de la magia, no a su desaparición.: 299–300 
Además de exponer el desencanto como un "mito" en el sentido de una narrativa falsa, "El mito del desencanto" sostiene que el desencanto ha llegado a funcionar como un "ideal regulativo", que lleva a las personas a rechazar la creencia en la magia y actuar como si la sociedad occidental estuviera desencantada aunque el desencanto no se haya producido.

## Popularización
Aunque está escrito principalmente para una audiencia académica, "El mito del desencanto" también se ha discutido en lugares semi-populares, populares y de aficionados. Storm publicó artículos en la web que resumían los argumentos del libro en aeon.co, The Immanent Frame y The New Atlantis.
Storm también habló sobre el libro en entrevistas con revistas, sitios web y podcasts, algunos de los cuales estaban dirigidos a una audiencia general. Estos incluyeron entrevistas con la revista Dreamflesh, con el podcast "Marginalia" de Los Angeles Review of Books, y con el Centro de Humanidades de Oregon en la Universidad de Oregon.

## Recepción

### Reseñas
El mito del desencanto  ha sido revisado favorablemente en varias publicaciones académicas, incluyendo Magia, ritual y brujería, Fides et Historia, y Philosophy in Review.
Escribiendo en History of Religions, El mito del desencanto "un libro poderoso que nos obliga a repensar muchas de nuestras suposiciones básicas en la moderna historia de las ideas".
En una reseña más dirigida a un público más general de la revista  First Things, Peter J. Leithart elogió el libro y discutió parte de su relevancia para los lectores  cristianos, a pesar de que el libro fue escrito sin una audiencia religiosa específica en mente.
La introducción fue traducida al español por Jorge Rafael Abuchedid como Introducción de El mito del desencantamiento.

### Beca basada enEl mito del desencanto
Una disertación doctoral de 2019 se ha comprometido ampliamente con los argumentos en  El mito del desencanto , reconociendo su importancia. Una disertación de 2018 sobre secularización también se basó en la distinción entre secularización y desencanto articulado en "El mito del desencanto".: 249 
Matthew Melvin-Koushki, un erudito del Islam y  ocultismo islámico, ha citado "El mito del desencanto" para desafiar los relatos orientalizantes de la magia en el mundo islámico.: 238–239 
El  teólogo Alister McGrath cristiano también se ha basado en los argumentos de "El mito del desencanto".